# سمير داش
سمير داش (بالإنجليزية: Samir Dash)‏ هو كاتب ورائد أعمال هندي، ولد في 5 يوليو 1982 في روكيلا ‏ في الهند.